# Мухомор шишковидный
Мухомор шишковидный (лат. Amanita strobiliformis) — редкий вид мухоморов с дизъюнктивным ареалом.

## Распространение
В России встречается только в Белгородской области, где известно несколько местонахождений в Новооскольском и Валуйском районах. Кроме того, встречается в Эстонии, Латвии, Украине, в Восточной Грузии, а также в Центральном и Восточном Казахстане, в Западной Европе, за исключением её северной части.

## Экология
Микоризный гриб, симбионт дуба, бука, липы. Предпочитает карбонатные почвы. Плодоносит в июле — сентябре. Встречается в широколиственных и хвойно-широколиственных лесах, в России найден только в дубравах.

## Лимитирующие факторы
Узкая экологическая амплитуда, ярко выраженная кальцефильность и теплолюбивость, антропогенное воздействие.

## Охрана
Необходимы контроль за состоянием популяций и поиски возможных новых местонахождений.